# Душан Суботић
Душан Суботић (Градишка, 11. фебруар 1884 — Бања Лука, 5. мај 1941) био је свештеник Српске православне цркве у чину протојереја и народни посланик у пет наврата у Народној скупштини Краљевине Срба, Хрвата и Словенаца и Краљевине Југославије. Убијен је од стране усташа заједно са бањалучким владиком Платоном Јовановићем у околини Бањалуке, а СПЦ га је уврстила у ред свештеномученика.

## Биографија
Душан Суботић је рођен 11. фебруара 1884. у Градишци, у тадашњој Аустроугарској, у старој свештеничкој породици, од оца Јована − свештеника, и мајке Марије. Након завршене основне школе у родном граду, одлази у Сарајево где завршава студије на Рељевској богословији. У чин свештеника рукоположен је 29. и 30. јануара 1906. од стране тадашњег митрополита бањалучко-бихаћког Евгенија.  Након рукоположења постављен је на место пароха у селу Ламинци крај Градишке где је остао све до 1912. године. Паралелно са свештеничким позивом прота Душан је активно учествовао у отварању српских школа на подручју своје епархије, а године 1909. у селу подиже и Парохијски дом. Само током прве године његовог рада, на подручју Градишке је отворено неколико задруга и читаоница, а посебно је велику пажњу посвећивао оснивању српских соколских чета.
Након пензионисања његовог оца Јована 1912, прота Душан прелази службом у Градишку, а одлуком митрополита Василија од 15. априла 1935. постављен је на место архијерејског намесника босанскоградишког.
Током Првог светског рата прота Душан је четири године провео у аустријским затворима у Бањалуци и Зеници, а након рата враћа се у Градишку и учествује у формирању српских народних већа. Године 1918. постаје чланом Радикалне странке и почиње активније са политичким деловањем. У пет наврата је биран као народни посланик среза босанскоградишког — 1920, 1923, 1925, 1935. и 1938. године.
На његову иницијативу је у Градишци 1927. подигнута нова црква посвећена Покрову Пресвете Богородице, храм изграђен у српско-византијском стилу (Усташе су цркву порушиле до темеља током 1941. године).
Свега пар дана након формирања фашистичке Независне Државе Хрватске у чији састав је ушла и Градишка, прота Душан је ухапшен (11. април 1941) од стране нових власти под оптужбом за антидржавно и антихрватско деловање. након хапшења заточен је у локални католички манастир, да би убрзо био пребачен у логор у Старој Градишци. Потом је одведен у Бањалуку и затворен у тврђави Кастел где је подвргнут бројним тортурама и мучењима, пре него што је заједно са тадашњим бањалучким владиком Платоном Јовановићем убијен у ноћи са 4. на 5. мај 1941. године. Његово тело усташе су бациле у реку Врбању на чијим обалама је и пронађено 24. маја код истоименог села где је привремено и сахрањен. Владику и проту убиле су усташе: Асим Ђелић, Мирко Ковачевић и Нико Чондрић, сви из Бањалуке.
Дана 3. маја 1946. посмртни остаци проте Душана Суботића су есхумирани из привремене гробнице и пренесени на градско гробље у Градишци где су положени у породичну гробницу Суботића. На 77. годишњицу његове смрти 2018. у Градишци је постављена спомен биста проти Душану Суботићу, а представљена је и књига „Душан Суботић, прота страдалник” аутора Дарија Дринића.

## Признања

### Црквена признања
- Правом ношења црвеног појаса одликован је 9. децебра 1920. од стране Митрополита бањалучког Василија
- протојерејским чином 15. јуна 1922.
- за архијерејског намјесника босанско-градишког постављен је 15. априла 1935.[5]

### Државна признања
- Краљевски орден Белог орла трећег, четвртог (мај 1926) и петог (октобра 1924) реда
- Краљевски орден Светог Саве, другог (април 1924), трећег (децембар 1925), четвртог и петог реда
- Орден Круне (?)[5]